# Senohraby (stacja kolejowa)
Senohraby – stacja kolejowa w miejscowości Senohraby, w kraju środkowoczeskim, w Czechach przy ulicy Hlavní 48. Znajduje się na linii 221 Praga – Benešov u Prahy, na wysokości 340 m n.p.m.. 

## Linie kolejowe
- 221: Praga – Benešov u Prahy